# 福建省人民政府外事办公室
福建省人民政府外事办公室（简称福建省外事办、外办），是福建省人民政府主要负责外事工作的组成部门。中共福建省委外事工作委员会办公室设在福建省人民政府外事办公室。

## 历史沿革
1953年8月5日，成立福建省人民政府外事工作组。办公地址在福州市吉庇路43号。1961年4月，成立福建省外事工作领导小组。领导小组下设外事办公室，负责外事方面的日常工作，办公室设在福建省人民委员会，即福建省人民委员会外事办公室。1964年10月，福建省人民委员会调整机构设置，外事办公室暂与内务办公室合署办公，在省外事工作领导小组领导下，管理全省涉外工作。1965年5月，福建省人民委员会内务办公室、外事办公室与中共福建省委对敌斗争办公室合署办公。1968年9月，成立福建省革命委员会，中共福建省委统战部、福建省侨务委员会和福建省人民委员会外事办公室合并为福建省革命委员会政治部外事组。1975年11月，中共福建省委决定，外事工作和侨务工作在省委统战部内设立业务处，对外使用福建省外事办公室名称。1978年3月，中共福建省委决定，新设福建省革命委员会侨务办公室，与福建省外事办公室合署办公。1981年6月，福建省人民政府决定，外事办公室与侨务办公室分开设置，从7月开始执行。同年，中共福建省委决定，把原属于省统战口领导的福建省外事办公室从1981年5月19日起划归福建省人民政府领导，改称福建省人民政府外事办公室。1983年，福建省人民政府外事办公室与中国人民对外友好协会福建省分会合署办公。

## 机构设置

### 内设机构
- 秘书处
- 综合协调处
- 出国管理处
- 领事处
- 亚洲处
- 美大处
- 欧非处（友协办）
- 维护海洋权益处（涉外安全处）
- 国际新闻与经济处
- 机关党委（人事处）

### 事业单位
- 福建省人民政府外事办公室翻译室
- 福建省外事制证中心
- 福建省外事服务中心

## 历任正职领导
- 刘宝瑚（1971年7月－1975年3月）
- 陈虹（1975年3月－1975年12月）
- 王汉杰（1978年3月－1983年4月）
- 田友（1984年4月－1986年1月）
- 任自瑜（1990年10月－1998年4月）
- 李庆洲（1998年4月－2005年6月）
- 宋克宁（2005年6月－2016年9月30日）
- 王天明（2016年9月30日－2021年10月22日[2]）
- 陈出新（2021年10月22日－2023年2月）
- 黎林（2023年2月24日－）